# Michael (píseň)
„Michael“ je singl kapely Franz Ferdinand, který se objevil na jejich eponymním albu vydaném 9. února 2004. Píseň se stala známou díky úšklebným narážkám na homosexualitu, které stupňoval i provokativní videoklip.
Zpěvák Alex Kapranos v rozhovoru řekl, že píseň byla o jeho dvou kamarádech. „Jednou jsme takhle pařili s kapelou v Glasgow a ocitli jsme se v nějakém skladišti, kde právě probíhala taneční párty s názvem Disco X. A ti dva se tam najednou začali svádět a bylo to velmi sexy.“ Singl vyšel 16. srpna 2004, v britském žebříčku obsadil 17. místo. Později byl však z hitparády vyřazen pro porušení pravidel (na jednom singlu se mohou objevit pouze dvě skladby, zatímco Franz Ferdinand přidali ještě „Missing You“, což později kapela označila za „hloupou školáckou chybu“.

## Úryvek textu
Beautiful boys on a beautiful dance floor
Michael you're dancing like a beautiful dance-whore
Michael waiting on a Silver platter now
And nothing matters now

## Jednotlivé verze

### CD
1. Michael
2. Love and Destroy
3. Missing You

### Sedmipalcová gramodeska
1. Michael
2. Michael (Simon Bookish Remix)

### Dvanáctipalcová gramodeska
1. Michael
2. Love And Destroy
3. Don't Start

### Dvanáctipalcová gramodeska (americká verze)
1. Michael
2. Dark of the Matinée (Headman Remix)
3. This Fire (Playgroup Remix)
4. Michael (Thomas Eriksen Mix)